# Колонна, Джованни (младший)
Джованни Колонна (младший) (Giovanni Colonna) — католический церковный деятель XIII века, племянник Джованни Колонна (старшего). На консистории 18 февраля 1212 года был провозглашен кардиналом-священником с титулом церкви Санта-Прасседе. Участвовал в выборах папы 1216 (Гонорий III), 1227 (Григорий IX) и 1241-1243 (Иннокентий IV) годов.